# Schloss Stolpe

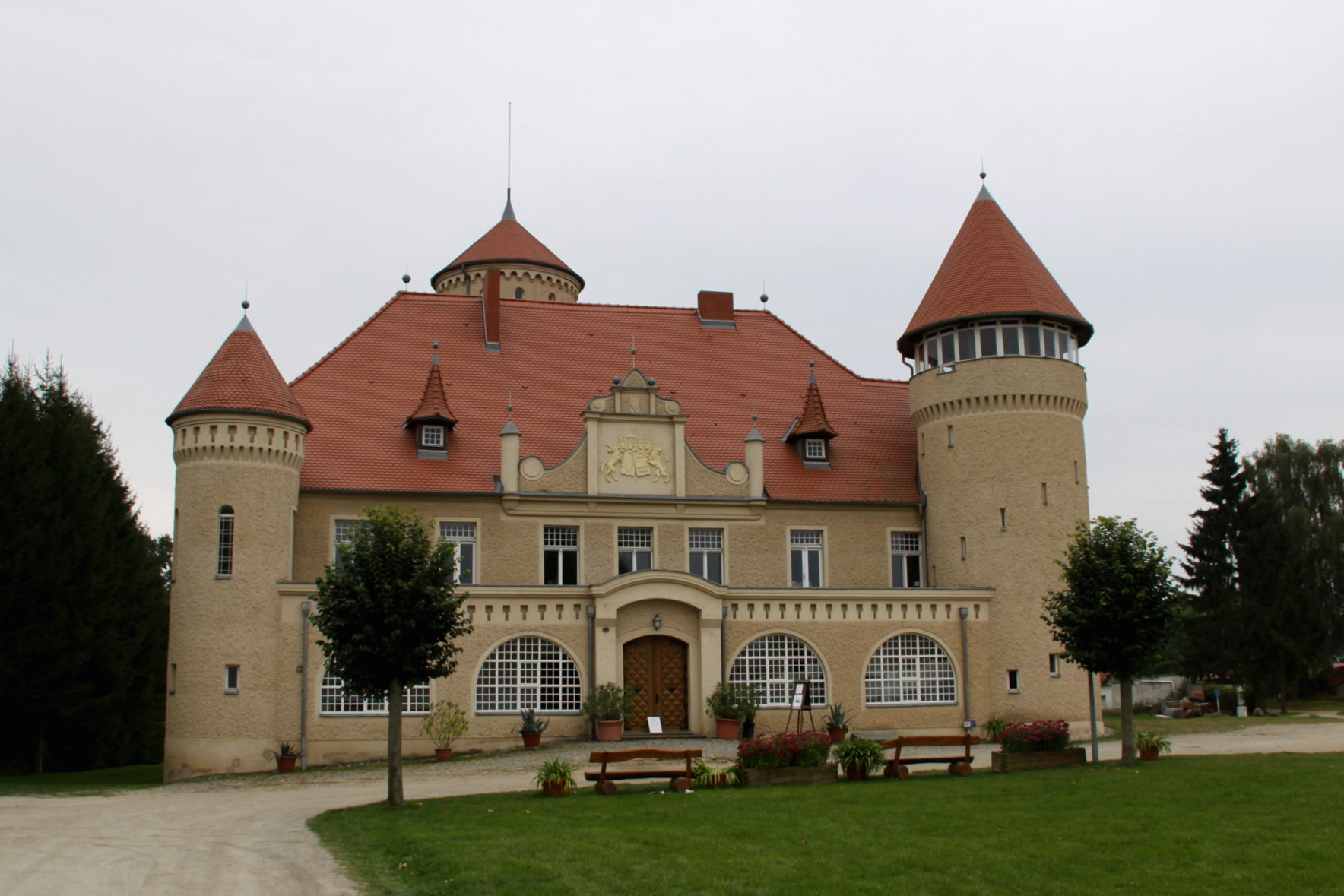
Schloss Stolpe, 2017

Das Schloss Stolpe ist ein Herrenhaus auf der Insel Usedom. Es befindet sich östlich der Stadt Usedom, am südlichen Rand des Dorfes Stolpe auf Usedom im Landkreis Vorpommern-Greifswald.

## Geschichte

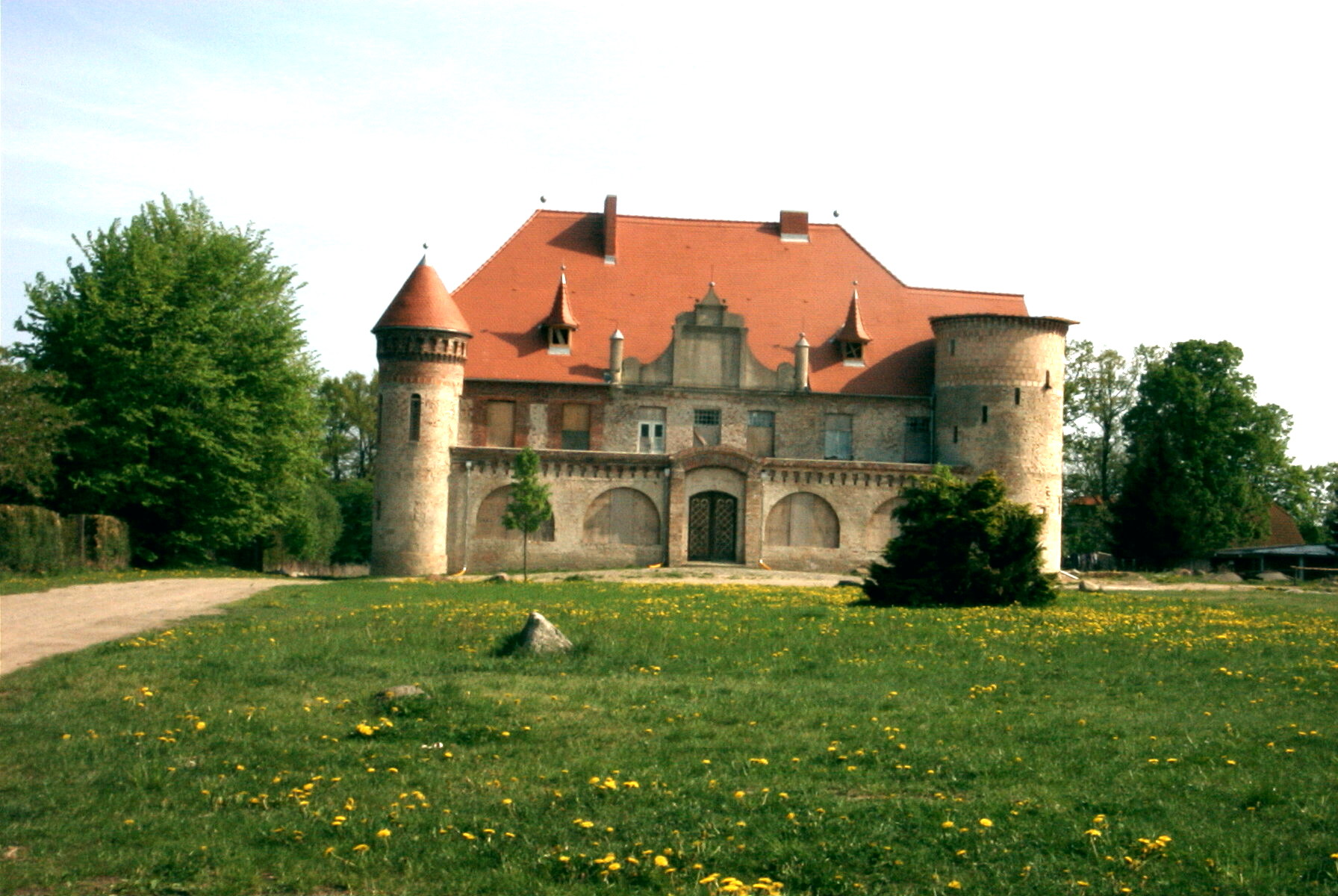
Nordseite von Schloss Stolpe, 2003

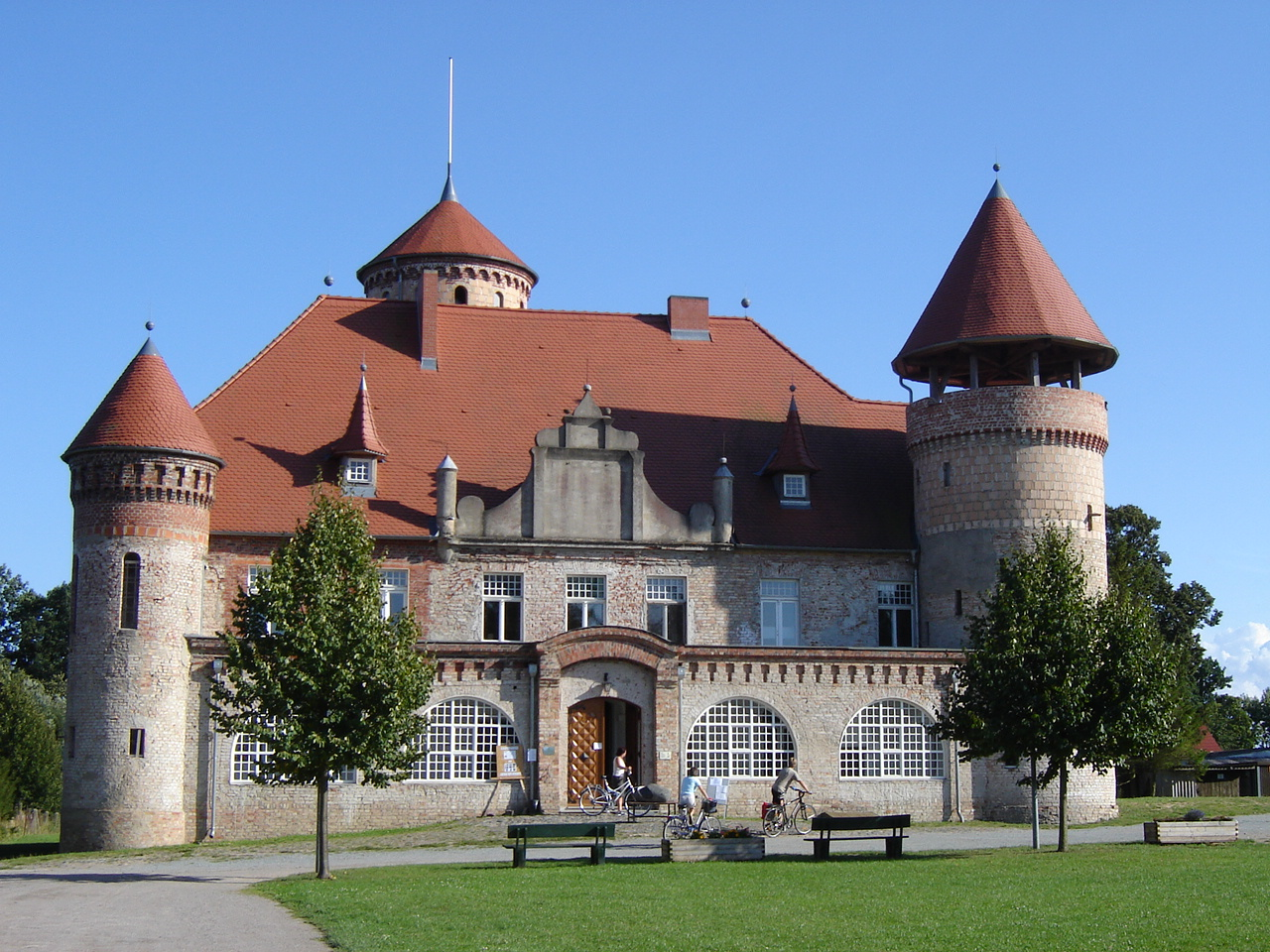
Schloss Stolpe, nach Rekonstruktion eines Turmes, 2008

Das Gut Stolpe war bereits seit Anfang des 13. Jahrhunderts der Sitz der Stolper Nebenlinie der Familie von Schwerin. Der rechteckige Kernbau des Herrenhauses wurde zum Ende des 16. Jahrhunderts unter Otto von Schwerin (1568–1612) als typischer Bau der Hochrenaissance errichtet. Wahrscheinlich wurde das Gebäude während des Dreißigjährigen Krieges teilweise zerstört, das Mauerwerk des zweigeschossigen Renaissance-Kernbaus blieb jedoch weitgehend erhalten. Ein Wiederaufbau und gleichzeitiger Umbau im Stil des Barock erfolgte zwischen 1690 und 1700 unter Erdmann von Schwerin (1657–1699). Aus dieser Zeit stammt der bis heute komplett erhalten gebliebene gewalmte Dachstuhl.
Nachdem es für etwa 140 Jahre nicht in Familienbesitz war, gelangte es 1895 wieder an die Familie von Schwerin. Bis 1905 ließ Friedrich Graf von Schwerin (1869–1924) das Herrenhaus grundlegend umbauen. Zu dieser Zeit erhielt es seinen schlossähnlichen Charakter im Stil des Historismus. Das Gebäude wurde nach Westen hin erweitert, erhielt drei Türme und an der Eingangsseite einen Arkadengang mit Rundbogenfenstern sowie ein Portal in der Mitte. Innen wurde die Eingangshalle neu eingerichtet, die eine umlaufende Galerie und eine geschwungene Treppe bekam. Sein Erbe auf dem 683 ha Familienfideikommiss war der Sohn Karl-Josef Graf Schwerin (1895–1941), der als Major starb. Neben Gut Stolpe besaß er noch das 700 ha Gut Busow im Kreis Anklam.
Nachdem die Rote Armee Usedom 1945 erobert hatte, kam es zu Plünderungen. Die letzte adlige Besitzerin, Mutter des Erben und Friedrichs Witwe Freda Gräfin von Schwerin, musste Stolpe nach der Bodenreform 1945 verlassen. Die Umstände ihrer Beisetzung 1957 in Stolpe wurden literarisch von Wolfgang Kohlhaase aufgearbeitet und 1992 als Begräbnis einer Gräfin von Heiner Carow verfilmt. 1949 wurde der Mittelteil abgerissen und als Baumaterial für andere Gebäude benutzt. Zu Zeiten der DDR wurde es zuerst als MTS und später als Gaststätte und Ferienlager genutzt. Im Jahr 1974 wurden die drei Türme ab Traufenhöhe niedergelegt, um dem Gebäude den Schlosscharakter zu nehmen und um Baumaßnahmen zur Sanierung zu vermeiden. Türen und Fenster wurden der damaligen Nutzung angepasst, die Fassade begradigt.
Im Jahr 1990 stand das Gebäude leer und war wegen feuchtigkeitsbedingten Bauschäden vom Verfall bedroht. Nachdem es für zwei Jahre dem „KULTurBURG Stolpe e. V.“ gehört hatte, gelangte es 1996 in den Besitz der Gemeinde Stolpe. Noch im gleichen Jahr wurde mit Sanierungsarbeiten begonnen. 2001 wurde ein Förderverein gegründet; Vorstandsvorsitzender ist Gunter Mlynski. Seit dem gleichen Jahr befassten sich auch Studenten der Hochschule Wismar mit der durch Mittel des Denkmalschutzes und der Europäischen Union geförderten Restaurierung des Herrenhauses. Im 1. Bauabschnitt erfolgte die Schwammsanierung, die Sanierung der Feuchtigkeitssperren und die Reparatur oder Erneuerung der Decken- bzw. Dachbalkenwerke. Im 2. Bauabschnitt fand 2002 die Dachdeckung statt. Der 3. Bauabschnitt war der Wiederaufbau der Türme, die Herstellung der historischen Fensteröffnungen und der Nordfassade. Im 4. Abschnitt erfolgte ab 2004 der Innenausbau. Dabei wurden Heizung, Sanitär und dann die Innenraumrestaurierung begonnen. Letzteres war aber nur stufenweise möglich, denn jetzt waren größere Fördermaßnahmen nicht mehr greifbar. Die Sanierung des abgetrennten Westflügels begann 2014 und wurde 2015 abgeschlossen. In diesem Teil des Herrenhauses befinden sich heute – wie auch in der Remise – Ferienwohnungen. Die zur Gutsanlage gehörende opulente Remise im klassizistischen Stil wurde ab 2013 saniert und beherbergt im Erdgeschoss heute Gastronomie.
Besichtigungen des Haupthauses des Herrenhauses sind möglich, eine umfangreiche Ausstellung mit Schautafeln zeigt die Bau- und Eigentümergeschichte.
Seit 2004 finden im Schloss Stolpe kulturelle Veranstaltungen statt.

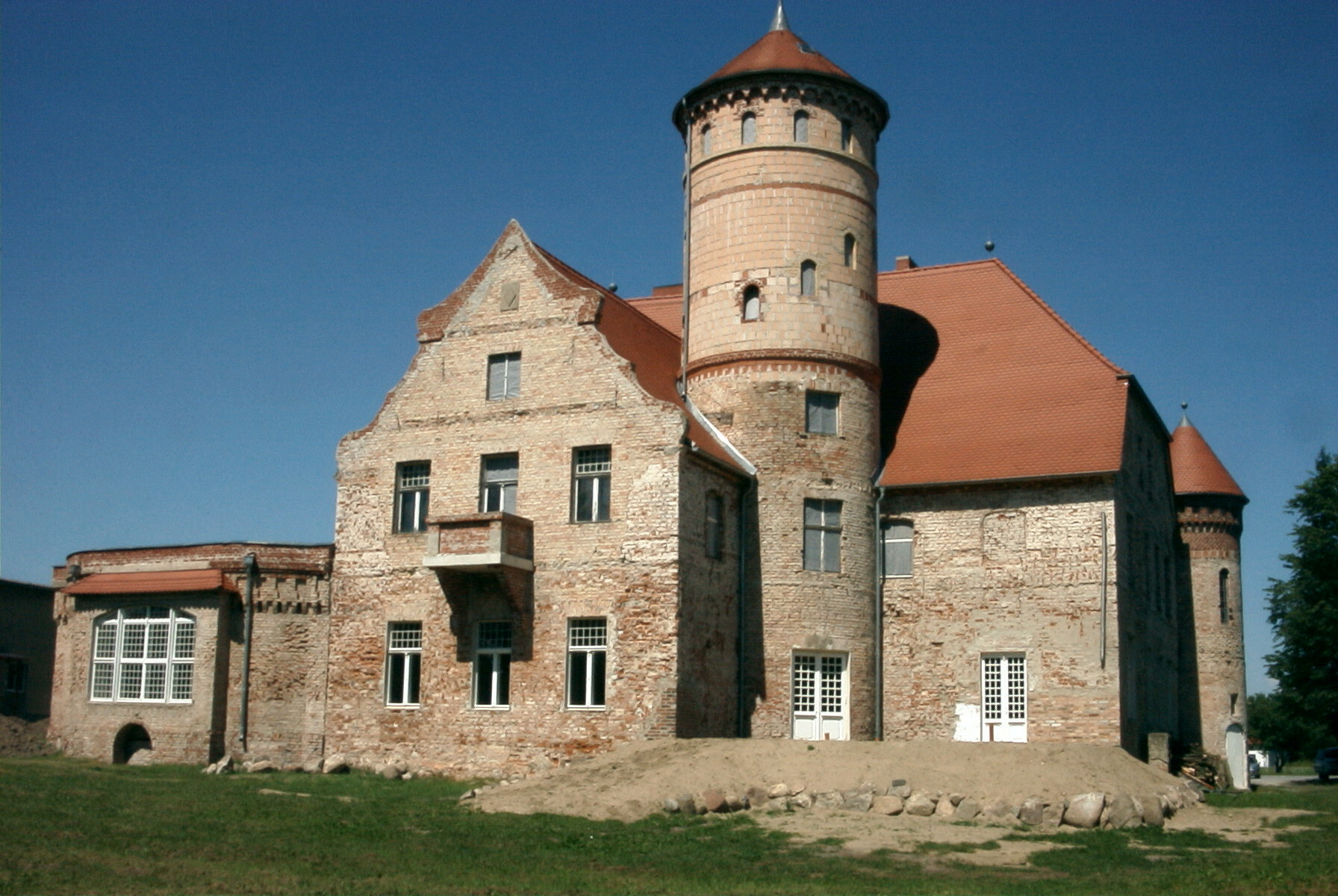
Südseite von Schloss Stolpe 2006
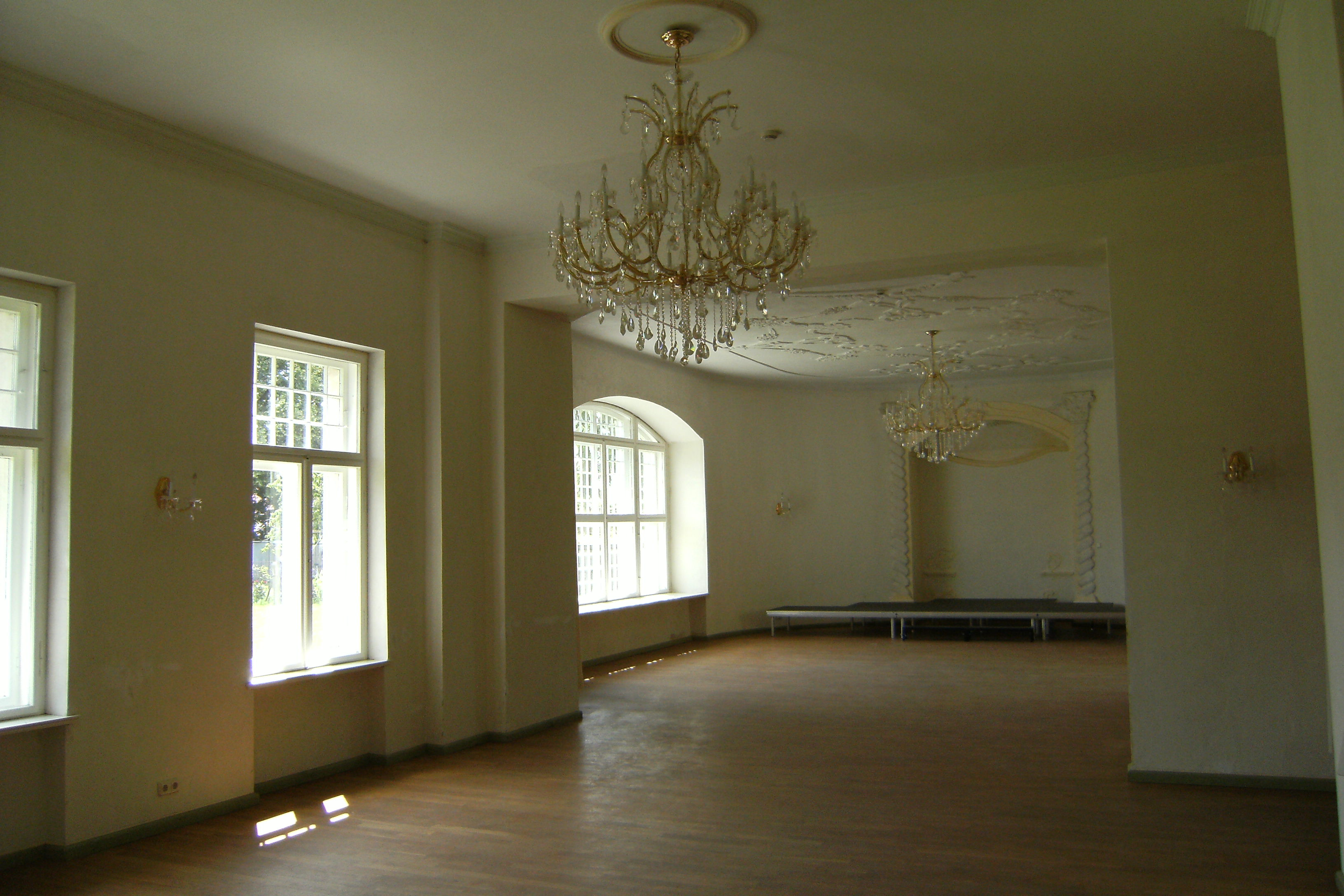
Saal von Schloss Stolpe – restauriert
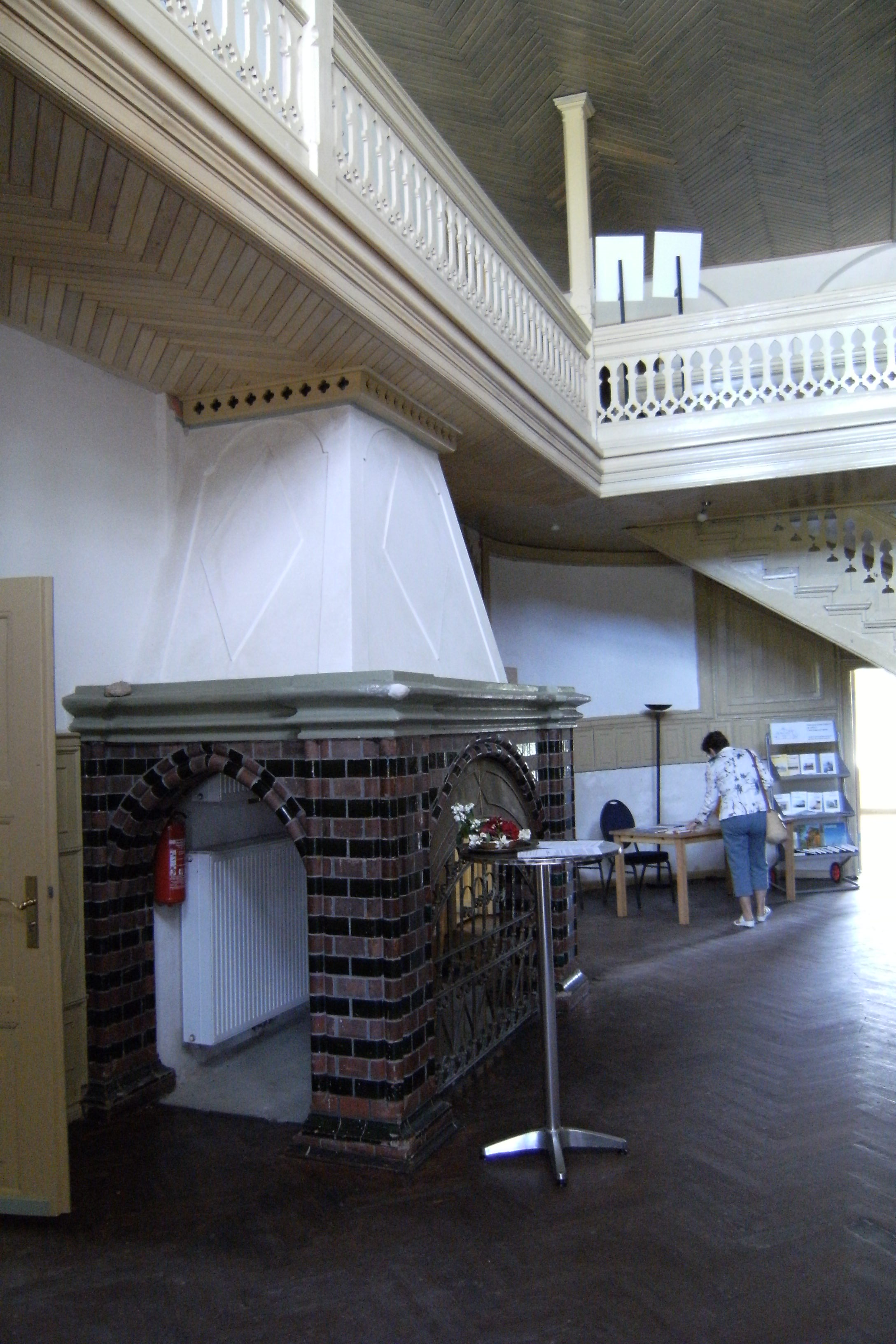
Vestibül von Schloss Stolpe
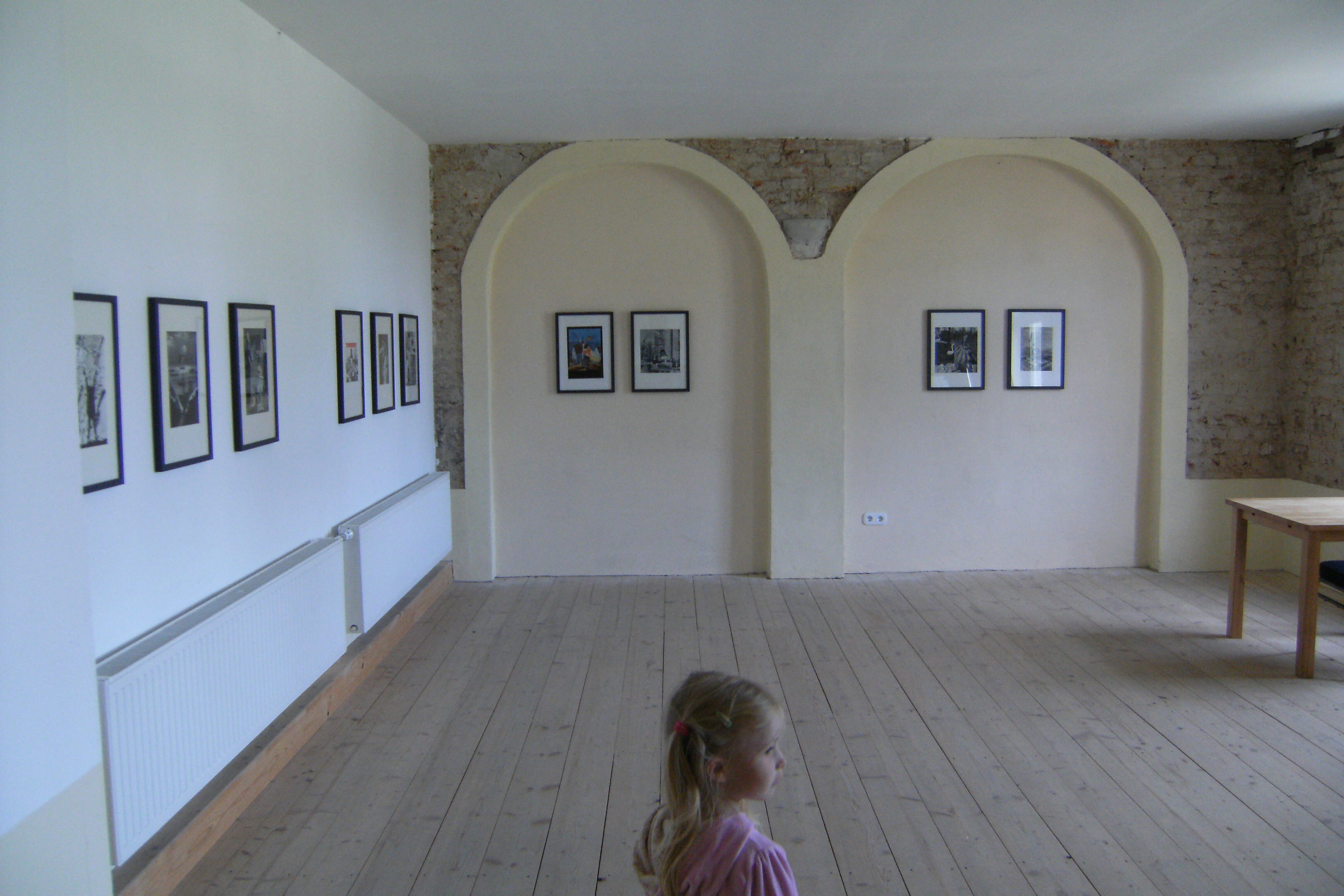
Ausstellungen im Schloss Stolpe